# Barabas (Bob et Bobette)
Le professeur Barabas est l'un des personnages réguliers de la série de bandes dessinées Bob et Bobette . Il fait ses débuts dans le premier album de la série, L'Ile d'Amphoria (1945). Dans cette histoire, il voyage avec Bobette et tante Sidonie sur l'île fictive d'Amphoria .
Le professeur Barabas joue également un rôle important dans les séries dérivées Jérôme, Amphoria  et Les Chroniques d'Amphoria . Le professeur Barabas joue également un rôle dans J.ROM - Force of Gold .

## Biographie
Le professeur Barabas est un professeur assez âgé qui possède un grand laboratoire. Il porte une blouse de laboratoire blanche, des lunettes et une barbe Old Dutch grise (blanche dans les histoires plus récentes). Dans la version originale, il était beaucoup plus gros, plus nerveux et aussi très distrait. Le professeur était également bègue à l’époque, mais ce défaut a disparu dans les récits ultérieurs. Dans la plupart des récits dans lequel il apparait, il est souvent l'élément déclencheur de l'histoire par ses inventions.

### Nom
Le nom de Barabas est basé sur le personnage biblique Barabbas, l'homme à qui le peuple de Judée a accordé la liberté aux dépens de Jésus-Christ . On ne sait pas pourquoi Vandersteen lui a donné ce nom.

### Précurseur
Dans le premier album de Bob et Bobette , Ricky et Bobette Le professeur Brouillon  joue le rôle du professeur distrait. La seule chose que Brouillon a t en commun avec Barabas est sa blouse blanche et sa calvitie.
Le professeur Barabas fais la connaissance du professeur Brouillon dans Les 9 Anonymes (2021) où ils travaillent ensemble pour sauver le monde. Le professeur Brouillon fait ses adieux au navire dans Les médecins amphibies (2021).

### Origine
Après sa première rencontre fortuite avec tante Sidonie et Bobette, le professeur Barabas, contrairement au professeur Brouillon, reste un ami fidèle de la famille. Comme les autres personnages principaux, le professeur Barabas a un cœur en or. Cependant, il peut aussi devenir très colérique lorsque les autres personnages utilisent ses inventions sans sa permission. Il aime aussi beaucoup plaisanter et rigoler jusqu'à s'en rouler par terre, ce qui peut effrayer souvent ses amis.

### Carrière
Sa carrière semble être au point mort durant les premières années. A la fin du récit Le Rayon magique (1946), Barabas détruit toutes ses inventions pour éviter qu'elles ne soient utilisées à mauvais escient et décide de devenir poète . Dans La Trompette magique (1950), il est tombé si bas qu'il tente de vendre ses inventions en porte-à-porte.
Barabas manque de mourir dans Le Cercle d'Or (1960), où il est contaminé par radioactivité. Au fil du temps, le professeur Barabas se rend de plus en plus compte que son travail peut être dangereux ; Crimson et de nombreuses autres organisations secrètes veulent exploiter ses connaissances. Sa maison est donc bien sécurisée. Le professeur travaille parfois avec le professeur Rosarius.
Peu à peu, le professeur Barabas devient de plus en plus ingénieux et sérieux en termes d'inventions. Il ne souhaite également pas que ses inventions soient utilisées à des fins de guerre. Il veut aider l’humanité partout dans le monde et s’oppose aux expériences éthiquement irresponsables (comme dans Ambre en 1998). Dans Le Glacier glissant (1986), il est élu inventeur de l'année.
De temps en temps, le professeur Barabas rénove ou agrandit sa maison pour faire davantage de place à une nouvelle invention.
Dans Barabas bébé, le professeur Barabas perd toutes ses connaissances à cause d'une de ses inventions. Son cerveau fonctionne comme un enfant en bas âge. Plusieurs personnes veulent voler l'esprit et les connaissances de Barabas, stockés sur clef USB. Dans Les 9 Anonymes, il existe une pilule pour faire revenir le cerveau de quelqu'un à quand il était bébé, cela afin que les connaissances scientifiques ne soient pas utilisées à mauvais escient. Le professeur Barabas s'avère être un membre secret des 9 anonymes.

### Famille
On ne sait pas grand-chose de la famille de Barabas, mais au fil des années, une certaine image des ancêtres du professeur se dégage. Il vit seul et semble marié à la science, il semble que ses seuls amis soient les personnages principaux de la série. Il reste néanmoins en contact étroit avec des scientifiques du monde entier et, bien sûr, il revoit occasionnellement ses anciens camarades.
Son père apparaît dans Les sept pions (1995), un album qui se déroule pendant la jeunesse de Willy Vandersteen, à Anvers dans les années 1920. Il s'avère être un gentleman distingué qui parle avec un accent français et oblige Barabas à faire des études.
Dans l'album Les chiens de l'enfer (1986), le professeur Barabas raconte que son arrière-grand-père était malfaisant au XIXe siècle. Il enlève d'ailleurs Lambique et le ramène dans le passé. L'arrière-grand-père de Barabas a toujours été impliqué dans des histoires louches, jusqu'à ce que Bob et Bobette le ramènent dans le droit chemin.
Dans La reine coin-coin (2011), il est révélé que Geronimous Jabbertalk, un autre ancêtre du professeur, était également scientifique. Il a déménagé depuis Londres à Bruxelles en 1887 et a adopté le nom de « Barabas ».
Bien qu'il n'y ait aucun lien familial entre le professeur Barabas et Bob et Bobette (seule tante Sidonie est la vraie tante de Bobette, on ne sait pas qui ni où sont les parents de Bobette), il joue un rôle majeur dans l'éducation des enfants avec Jérôme et Lambique. Il pense souvent, comme les autres hommes, que tante Sidonie laisse trop de liberté aux enfants.
Dans L'Elephant siffleur (2021), il est révélé que l'arrière-arrière-grand-mère du professeur Barabas était conductrice lors du premier trajet en train belge .

### Apparence et caractère
Le professeur Barabas porte des lunettes et une barbe grise (blanche dans les récits plus récents) et semble un être sage. Le professeur Barabas porte le plus souvent une blouse blanche.
Barabas est parfois distrait et négligeant. Il lui arrive de se concentrer tellement sur un sujet particulier qu’il en perd la vue de l’ensemble du tableau. Le professeur Barabas et Jérôme s'affrontent souvent idéologiquement Jérôme n'étant pas toujours d'accord avec l'argument de faire telle ou telle invention pour le progrès de la science. Jérôme présente de nombreuses similitudes avec un gnome qui veut protéger la terre et la nature, tandis que le professeur Barabas peut être considéré comme un magicien moderne (son arrière-grand-père était déjà alchimiste ) qui veut comprendre l'origine de l'univers.
Bien que le professeur Barabas soit très curieux, il n’utilise pas de cadavres à des fins de recherche scientifique. Quand ses amis veulent utiliser une invention pour s'amuser, le professeur n'est pas d'accord. Il verrouille l'accès à son laboratoire lorsqu'il se rend à une conférence, part en vacances dans des régions tropicales ou visite une calotte polaire pour une mission scientifique par exemple. Pourtant, ses amis et les méchants des histoires parviennent souvent à entrer.
Le professeur Barabas travaille souvent en secret pour le gouvernement ou d'autres organisations. Il le dévoile souvent très tardivement à ses amis, ce qui le pénalise. Il est kidnappé plus d'une fois, mais compte sur ses amis pour le sauver. Il les laisse utiliser le Gyronef ou autre appareil en son absence, avec son accord.
Bien qu'il travaille de manière altruiste dans l'intérêt de la planète et de la paix mondiale, il aime que son travail est apprécié et récompensé par un prix scientifique. Il se tient à cette occasion fièrement sur scène, souvent seul, ses amis sont assis dans le public et l'applaudissent. Seul Lambique semble montrer souvent de la jalousie envers lui.

### Comportement
Il pense parfois que Bob et Bobette pensent un peu trop à s'amuser. Lambique est du même avis. Pour eux, les enfants doivent penser à travailler gagner de l'argent.
Il est de l'avis que les enfants actuels sont beaucoup trop entouré de confort matériel par rapport à son enfance. Pourtant, bien que Sidonie soit issue d'une famille noble, elle a choisi de vivre dans la simplicité et de transmettre cela à Bobette. Idem pour Bob qu'elle a accueilli dans sa famille.
Le professeur Barabas pense cependant que c'est la faute de Sidonie si Bob et Bobette font des bêtises.
Le professeur Barabas est issu d'une famille très riche. Il ne comprend pas du tout les sauts d'humeur de tante Sidonie. Il ne connaît pas les dépressions nerveuses, la tristesse, le fait de tomber amoureux et le bonheur. Le professeur Barabas est un homme de raison, selon lui rien ne peut être résolu par les sentiments.
Mais pourtant, dans un passé lointain, il est tombé amoureux d'une couturière qu'il a rencontré par magie. Cependant, elle fut enchantée et changée en mannequin et sa maison disparut dans les dunes sans laisser de trace. Le professeur a dès lors préféré oublier ce passage, jusqu'à l'album Ce cher Barabas
On apprend dans Les sept pions que c'est le père de Barabas, un homme sévère, qui l'a poussé à faire des études.
Il faudra des années avant que le professeur Barabas se rendent compte qu'il doit davantage veiller au bienfondé de ses inventions qui peuvent être destructrice. Mais son intérêt pour la science reste intact, il reste un scientifique chevronné. Pour lui, toute question a une réponse scientifique. Le professeur continuera de s'obstiner à la trouver, peu importe le temps que ça lui prend et les répercussions que cela a sur son entourage.
Dans Barabas se barre (2013), le professeur est découragé par l'humanité. Celui-ci a créer un sérum afin de rajeunir les hommes, mais il n'est pas encore au point et donc dangereux, transformant les hommes en zombie. Ce sérum est volé par une de ses connaissances.
Le professeur détruit alors toutes ses inventions et voyage dans le temps jusqu'à la préhistoire. Il ne veut alors que faire qu’un avec la nature et vivre à une époque où la science ne jouait pas encore de rôle. Le professeur se rend vite compte que ce n'est pas aussi simple qu'il le pensait et il décide de réparer les conséquences de ses inventions.

### Recherche
Même s'il est souvent sceptique en ce qui concerne la magie et les légendes et fables, il finit toujours par s'y intéresser et espère pouvoir en découvrir l'aspect scientifique.
Il cherche des réponses scientifiques en réalisant diverses expériences, mais aussi en lisant des livres d'histoire ou en menant des recherches archéologiques, dans la nature (par exemple avec son Terranef) et dans l'espace (avec des fusées, des télescopes, des programmes informatiques). Il a déjà découvert, redécouvert et fouillé beaucoup de choses. Il laisse ses amis voyager à travers le temps et l'espace avec sa machine à voyager dans le temps, tandis que lui-même reste (en toute sécurité) derrière les commandes et l'écran afin de garder un œil sur ce qui se déroule, prêt à intervenir en cas d'urgence. Il possède également son propre observatoire, ce qui s'est avéré indispensable quand la terre fut menacée par des extraterrestres ou quand il fallut rechercher des signaux dans l'espace.
Le professeur Barabas utilise également beaucoup Internet et les nouvelles technologies, tout comme Bob et Bobette. Il évolue donc au fil des albums avec le monde qui l'entoure. Lambique et Sidonie tentent également d'utiliser ces nouveaux appareils bien qu'ils se sentent souvent dépassé. Le professeur Barabas au contraire semble bien plus doué.
Il faut parfois du temps avant que le professeur Barabas ne comprennent l'utilité des nouvelles technologies et l'évolution de la jeunesse, mais il finit toujours par y adhérer.
Contrairement à Lambique, il ne se laisse pas décourager après un échec (même si sa fierté en prend un coup). Il est souvent davantage motivé par la recherche de la meilleure solution à un problème.

### Traductions
Selon la langue des albums de Bob et Bobette, le professeur Barabas porte un nom différent :
- Professor Barabbas, dans sa version originale en néerlandais ainsi qu'en frison, en limbourgeois et en drents.
- Professor Barnabas, dans la traduction anglaise.
- Professori Tietonen, dans la traduction en finnois.
- Profesoro Barabas, dans la traduction en espéranto.
- Professor Barnabas, dans la traduction allemande
- Professor Snillén, dans la traduction en suédois.

## Invention

### DansBob et Bobette
Barabas invente toute sorte de choses qui permettent aux personnages principaux de Bob et Bobette de mener à bien leurs aventures :

#### Le télétemps
La création la plus célèbre de Barabbas est le télétemps: l'appareil permet aux gens de voyager dans le temps. L'appareil fait ses débuts dans L'île d'Amphoria. Il ne pouvait cependant uniquement que montrer des images du passé. La possibilité d'envoyer des personnes et des objets dans le temps a été introduite à partir de l'album  Le Teuf-Teuf-club (1952) avant de revenir dans de nombreux albums. Dans Le diamant sombre (1958), Barabas invente un nouvel accessoire : un bracelet qui permet de revenir de soi même du passé sans que Barabas n'ait à controler le télétemps dans le présent. Une version portable de la télétemps est présente dans Les sept pions,Lambique Baba, Le harpon d'or et Le pays inondé.
C'est grâce au télétemps que Jérôme est devenu l'un des personnages principaux de la bande dessinée. Les amis le rencontrent Les Mousquetaires endiablés (1953) à Paris en 1603. À la fin de l'album, Jérôme revient à l'époque actuelle avec ses nouveaux amis

#### Le Gyronef
Le Gyronef est un hélicoptère. Cet appareil fait son entrée dans l'L'île d'Amphoria (1945). Il permet aux personnages principaux de voyager dans des pays lointains sans dépendre des aéroports.

#### Vitaminette
La voiture vivante Vitaminette apparait pour la première fois dans Le Rayon magique (1947).

#### Le Terranef
Le Terranef est un véhicule qui se déplace sous terre. Il a été introduit dans l'album Le Castel de Cognegur. Il existe deux versions: une avec un disque de diamants et une avec un lance-flammes.
Dans Les Masques blancs, un appareil similaire est utilisé, la Taupe d'Acier.

## Sources/notes et références
1. ↑  Dans l'ordre chronologique de parution dans la presse